# Еміль Іверсен
Еміль Іверсен (норв. Emil Iversen) — норвезький лижник, чотириразовий чемпіон світу. 
Дві золоті медалі світової першості Іверсен виборов на чемпіонаті світу 2019 року, що проходив в австрійському Зефельді-ін-Тіроль: в командному спринті разом із Йоганнесом Гесфлотом Клебо та в складі естафетної команди. 
На чемпіонаті світу 2021 року, що проходив в німецькому Оберстдорфі, Іверсен знову став чемпіоном світу в складі норвезької естафети й виграв престижну гонку на 50 км класичним стилем. 

## Виступи на Олімпійських іграх
| Рік  | Вік | 15 км | Скіатлон 15 км | 50 км мас-старт | Спринт | Естафета 4 × 5 км | Команднй спринт |
| ---- | --- | ----- | -------------- | --------------- | ------ | ----------------- | --------------- |
| 2018 | 26  | —     | —              | 10              | 8      | —                 | —               |
| 2022 | 30  | —     | —              | —               | —      | Срібло            | —               |

## Виступи на чемпіонатах світу
| Рік  | Вік | 15 км | Скіатлон 15 км | 50 км мас-старт | Спринт | Естафета 4 × 5 км | Команднй спринт |
| ---- | --- | ----- | -------------- | --------------- | ------ | ----------------- | --------------- |
| 2017 | 25  | —     | —              | —               | 10     | —                 | 4               |
| 2019 | 27  | 10    | 31             | —               | 5      | Золото            | Золото          |
| 2021 | 29  | —     | 5              | Золото          | 10     | Золото            | —               |

## Зовнішні посилання
- Досьє на сайті FIS [Архівовано 2 березня 2019 у Wayback Machine.]

## Виноски
1. ↑  https://www.teamnor.no/profiler/langrenn/emil-iversen/
2. ↑  Men's team sprint results
3. ↑  Men's  4 × 10 kilometre relay results